# François Feldman
François Feldman (Paris, 23 de maio de 1958) é um cantor e compositor francês.
François Feldman é de origem russa pelo pai, alfaiate, e belga pela mãe, enfermeira da escola na CES Romain-Rolland de Clichy-sous-Bois, em Seine-Saint-Denis, onde sua família morava.
Sua filha, fruto de sua união com a cantora Fanny Gardel, chama-se Joy, nascida em 7 de setembro de 1990, a quem dedica uma música de mesmo nome lançada como single dois anos depois, também de seu terceiro álbum: Magic Boul'vard, lançado em 1991.
Separado da mãe de sua filha há muitos anos, Feldman agora reconstruiu sua vida no sul da França, enquanto sua filha Joy permaneceu em Paris.[carece de fontes?]